# 16756 Keuskamp
16756 Keuskamp è un asteroide della fascia principale. Scoperto nel 1996, presenta un'orbita caratterizzata da un semiasse maggiore pari a 2,5910423 au e da un'eccentricità di 0,1352374, inclinata di 1,68987° rispetto all'eclittica.